# Liste der Hochebenen und Bergpässe in Island

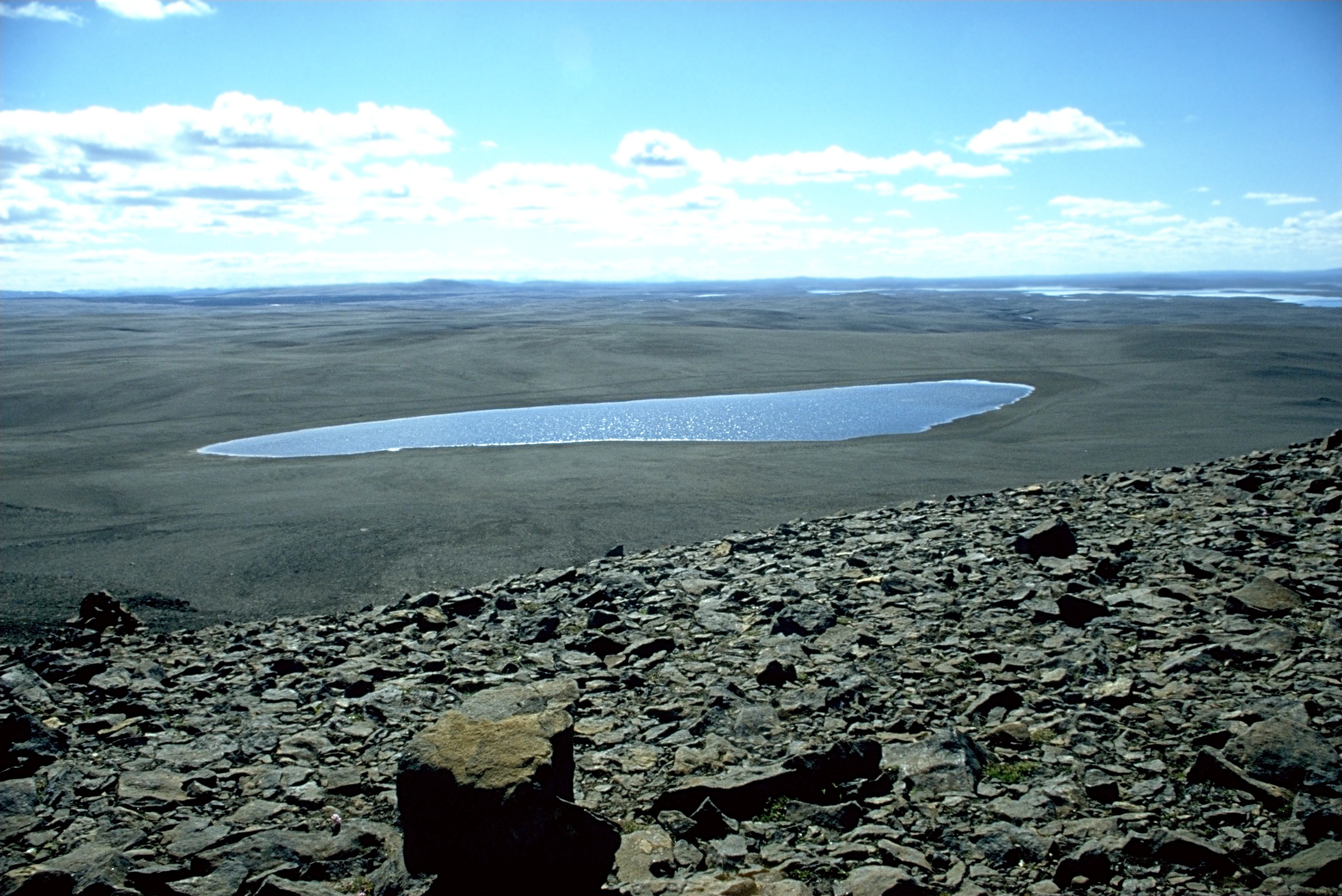
Sprengisandur

Dieses ist eine Auflistung der wichtigsten Hochebenen (isländisch heiðar Singular heiði) und Bergpässe in Island, geordnet nach der Höhe.
| Name der Hochebene / Heiði    | Höhe       | Name der Passhöhe     | Landesteil            |
| ----------------------------- | ---------- | --------------------- | --------------------- |
| Sprengisandur                 | 826 m      | bei Jökuldal          | Isländisches Hochland |
| Kaldidalur                    | 727 m      | am Beinakerling       | Isländisches Hochland |
| Oddsskarð                     | 702 m      | am Tunnel             | Austurland            |
| Fjallabak syðri               | 700 m      | am Grænafjall         | Isländisches Hochland |
| Kjölur                        | 672 m      |                       | Isländisches Hochland |
| Hellisheiði eystri            | 655 m      |                       | Austurland            |
| Fjallabak nyrðri              | 652 m      | Frostastaðaháls       | Isländisches Hochland |
| Siglufjarðarskarð             | 630 m      |                       | Norðurland vestra     |
| Fjarðarheiði                  | 620 m      |                       | Austurland            |
| Breiðadalsheiði               | 610 m      |                       | Vestfirðir            |
| Möðrudalsöræfi                | 600 m      |                       | Isländisches Hochland |
| Arnarvatnsheiði               | etwa 600 m |                       | Vesturland            |
| Hrafnseyrarheiði              | 552 m      |                       | Vestfirðir            |
| Öxnadalsheiði                 | 540 m      | Bakkasel              | Norðurland vestra     |
| Öxi                           | 532 m      |                       | Austurland            |
| Steinsskarð                   | 520 m      |                       | Norðurland eystra     |
| Breiðdalsheiði                | 470 m      |                       | Austurland            |
| Gláma                         | 468 m      | Helluskarð            | Vestfirðir            |
| Steingrímsfjarðarheiði        | 440 m      | Sótavörðuhæð          | Vestfirðir            |
| Vatnsskarð (Hringvegur)       | 441 m      | Saxhöfði              | Norðurland vestra     |
| Vatnsskarð eystra, (Dyrfjöll) | 431 m      |                       | Austurland            |
| Mosfellsheiði                 | 410 m      | Borgarhólar           | Vesturland            |
| Námaskarð                     | 410 m      |                       | Norðurland eystra     |
| Lágheiði                      | 409 m      |                       | Norðurland vestra     |
| Holtavörðuheiði               | 407 m      | Hæðarsteinn           | Vesturland            |
| Hellisheiði, Südwestisland    | 374 m      | oberhalb der Skihütte | Suðurland             |
| Fróðárheiði, Snæfellsnes      | 361 m      | Rjúpnaborgir          | Vesturland            |
| Fagridalur                    | 350 m      |                       | Austurland            |
| Mývatnsheiði                  | 335 m      |                       | Norðurland eystra     |
| Víkurskarð                    | 325 m      |                       | Norðurland eystra     |
| Almannaskarð                  | 153 m      |                       | Austurland            |